# Fussball Club Wil 1900
Il Football Club Wil (ufficialmente, in tedesco Fussball Club Wil 1900) è una società calcistica svizzera con sede nella città di Wil. Il club, la cui fondazione risale al 1º luglio 1900, milita nella Challenge League.

## Storia
Il club è stato fondato il 1º luglio 1900 da due inglesi e qualche studente di Wil. Il club portava il nome di FC Stella. Nel 1902 diventa FC Fors e solamente nel 1907 FC Wil. I primi anni del club sono stati pressoché insignificanti, giocando nei livelli inferiori del sistema calcistico svizzero. Fino al 1990 poterono vantare solo tre stagioni nella seconda divisione, la Challenge League, precisamente nel 1922/23, 1952/53 e 1953/54. Nel 1988 il club nominó Christian Gross come giocatore manager e, sotto la sua gestione, tra il 1988 ed il 1993, il club ottiene una doppia promozione, prima in terza divisione e poi in seconda.
Nel 2002 il club è stato promosso nella massima serie per la prima volta nella storia, terminando la prima avventura in Super League al 4º posto. Nel 2003 il club ha preso parte alle competizioni europea per la prima volta giocando nella Coppa Intertoto. Il club è arrivato al terzo turno prima di perdere contro il Nantes. Nel 2004 il club è stato retrocesso in Challenge League, riuscendo comunque ad ottenere il primo trofeo della loro storia, la Coppa Svizzera, battendo il Grasshoppers di Zurigo in finale.
Nel 2003 il presidente del club, il banchiere Andreas Hafen, venne accusato di avere sottratto 51 milioni di franchi svizzeri (40 milioni di dollari) dalla banca UBS e venne condannato ad una pena detentiva di cinque anni; dopo di lui il club venne conquistato dall'ex calciatore ucraino Igor Belanov. Il Wil è stato promosso nella Super League ed ha vinto la sua seconda Coppa di Svizzera, nuovamente contro il Grasshoppers, sotto la guida del primo allenatore assunto dal nuovo presidente, l'ucraino Aleksandr Zavarov. Da allora, sulla panchina del club si sedettero importanti allenatori, come Uli Forte ed Axel Thoma.
Nel novembre 2013 lo stadio del club, chiamato Stadion Bergholz, ha cambiato nome in IGP Arena per motivi di sponsorizzazione, fino al 2023. Nel luglio 2015, il Wil è stato rilevato dal gruppo MNG degli investitori turchi; tuttavia, dopo un coinvolgimento di 18 mesi con il team, improvvisamente i magnati si ritirarono nel gennaio 2017, lasciando il club a se stesso. Come risultato, si formó una colletta tra tifosi e dirigenti per salvare il club dalla bancarotta, con la missione di ridurre significativamente le spese esorbitanti introdotte dagli investitori. Roger Bigger, quindi, tornó come presidente per mettere ordine, dopo essersi dimesso in seguito all'arrivo degli investitori. Nonostante ciò, Bigger si dimise definitivamente nel novembre 2017, avendo guidato il club dal 2003. Di conseguenza, il club elesse un nuovo consiglio composto da membri con sede nella regione, impegnandosi a tornare alle origini, come squadra che si concentra sullo sviluppo e sulla promozione delle carriere di giovani talenti, stabilendosi saldamente nella Challenge League.

## Organico
| N. |                     | Ruolo | Calciatore             |
| -- | ------------------- | ----- | ---------------------- |
| 1  | Svizzera (bandiera) | P     | Abdullah Laidani       |
| 2  | Svizzera (bandiera) | D     | Rúben Dantas Fernandes |
| 3  | Svizzera (bandiera) | D     | Ramon Guzzo            |
| 4  | Svizzera (bandiera) | C     | David Jacovic          |
| 5  | Svizzera (bandiera) | C     | Stéphane Cueni         |
| 6  | Svizzera (bandiera) | D     | Simon Geiger           |
| 7  | Kosovo (bandiera)   | C     | Behar Neziri           |
| 8  | Kosovo (bandiera)   | C     | Mërgim Brahimi         |
| 9  | Svizzera (bandiera) | A     | Aaron Appiah           |
| 10 | Svizzera (bandiera) | C     | Nico Maier             |
| 11 | Svizzera (bandiera) | A     | Simone Rapp            |
| 12 | Canada (bandiera)   | A     | Ayo Akinola            |
| 13 | Svizzera (bandiera) | P     | Kristijan Simovic      |
| 14 | Germania (bandiera) | D     | Philipp Altmann        |

| N. |                               | Ruolo | Calciatore      |
| -- | ----------------------------- | ----- | --------------- |
| 15 | Svizzera (bandiera)           | D     | Yannick Schmid  |
| 16 | Svizzera (bandiera)           | P     | Alexander Muci  |
| 17 | Svizzera (bandiera)           | C     | Tim Staubli     |
| 18 | Svizzera (bandiera)           | P     | Yannick Bujard  |
| 19 | Svizzera (bandiera)           | C     | Michele Zinnà   |
| 20 | Albania (bandiera)            | C     | Kastrijot Ndau  |
| 21 | Spagna (bandiera)             | D     | Umar Saho       |
| 22 | Svizzera (bandiera)           | C     | Jason Parente   |
| 24 | Portogallo (bandiera)         | C     | Felipe Borges   |
| 25 | Francia (bandiera)            | C     | Marwane Hajij   |
| 29 | Svizzera (bandiera)           | A     | Mats Hanke      |
| 33 | Macedonia del Nord (bandiera) | A     | Luan Abazi      |
| 38 | Svizzera (bandiera)           | C     | Leo Buljan      |
|    | Svizzera (bandiera)           | A     | Metin Bahtiyari |

## Stadio
Il FC Wil gioca le partite casalinghe allo stadio di via Bergholz costruito nel 1963, ha una capienza di 7 000 spettatori (700 seduti e 6 300 in piedi). Le dimensioni sono 105 per 68 m.

## Presidenti
| - 2002 - 2015 Roger Bigger ( - agosto) - 2015 - Murathan Doruk Günal (agosto -) |

## Allenatori
| - 1950 - 1952 Josef Winkler - 1952 - 1954 Karl Kissling - 1988 - 1993 Christian Gross - 1993 - 1994 Walter Iselin - 1994 - 1997 Pierre-André Schürmann - 1997 - 1999 Marcel Koller (luglio - gennaio) - 1999 - 1999 Hans Peter Latour (gennaio - settembre) - 1999 - 2001 Claude Ryf (settembre - luglio) - 2001 - 2002 Heinz Peischl (luglio - dicembre) | - 2002 - 2003 Hanspeter Meier (dicembre - marzo) - 2003 - 2003 Martin Andermatt (marzo - agosto) - 2003 - 2003 Oleksandr Zavarov (agosto - dicembre) - 2003 - 2004 Joachim Müller (dicembre - febbraio) - 2004 - 2004 Tomas Matejcek e Stephan Lehmann (febbraio - marzo) - 2004 - 2004 Joachim Müller (marzo - luglio) - 2004 - 2005 Walter Hörmann - 2005 - 2006 Maurizio Jacobacci - 2006 - 2008 Uli Forte - 2008 - 2009 Dieter Münstermann - 2009 Roger Zürcher | - 2009 - 2010 Axel Thoma - 2010 Ryszard Komornicki - 2010 - ???? Axel Thoma - 2014 - 2015 Francesco Gabriele (novembre - maggio) - 2015 Erdal Keser (maggio - ????) - 2015 Fuat Çapa (???? - ottobre) - 2015 Philipp Dux (ottobre - novembre) - 2015 - 2016 Kevin Cooper (novembre - giugno) - 2016 Uğur Tütüneker (giugno - agosto) - 2016 Roland Koch (agosto - settembre (interim)) - 2016 Martin Rueda (settembre - dicembre) - 2016 - Ronny Teuber (dicembre - ?) - 2017 - Maurizio Jacobacci (? - ?) - 2017 - Konrad Fünfstück (giugno -) |

## Palmarès

### Competizioni nazionali
- Coppa Svizzera: 1

2003-2004
- Lega Nazionale B: 1

1998-1999, 2001-2002
- Prima Lega: 1

1953-1954

### Altri piazzamenti
- Coppa Svizzera:

Semifinalista: 2006-2007
- Challenge League:

Terzo posto: 2007-2008, 2008-2009, 2013-2014, 2015-2016

## Statistiche e record

### Statistiche nelle competizioni UEFA
Tabella aggiornata alla fine della stagione 2018-2019.
| Competizione                  | Partecipazioni | G | V | N | P | RF | RS |
| ----------------------------- | -------------- | - | - | - | - | -- | -- |
| Coppa UEFA/UEFA Europa League | 1              | 2 | 0 | 1 | 1 | 2  | 4  |